# Фрајгерихт (Хесен)
Фрајгерихт (њем. Freigericht) општина је у њемачкој савезној држави Хесен. Једно је од 28 општинских средишта округа Мајн-Кинциг. Према процјени из 2010. у општини је живјело 14.809 становника. Посједује регионалну шифру (AGS) 6435009, NUTS (DE719) и LOCODE (DE FRT) код.

## Географски и демографски подаци
Фрајгерихт се налази у савезној држави Хесен у округу Мајн-Кинциг. Општина се налази на надморској висини од 140-371 метра. Површина општине износи 33,4 km². У самом мјесту је, према процјени из 2010. године, живјело 14.809 становника. Просјечна густина становништва износи 443 становника/km².

## Међународна сарадња
| Мјесто             | Држава    | Врста сарадње | Од    |
| ------------------ | --------- | ------------- | ----- |
| Хелденспанинген    | Холандија | контакт       | 1969. |
| Хаелен             | Холандија | контакт       | 1961. |
| Берген             | Норвешка  | контакт       | 1974. |
| Хајдусобошло       | Мађарска  | контакт       | 1981. |
|                    | Француска | контакт       | 1982. |
|                    | Француска | партнерство   | 1971. |
| Агено              | Француска | контакт       | 1983. |
| Фордерберг         | Аустрија  | контакт       | 1976. |
| Гумполдскирхен     | Аустрија  | контакт       | 1976. |
| Галичано дел Лацио | Италија   | пријатељство  | 2001. |
| Масбрахт           | Холандија | контакт       | 1964. |
| Извор              |           |               |       |